# Вест-Олтон (Міссурі)
Вест-Олтон (англ. West Alton) — місто (англ. city) в США, в окрузі Сент-Чарлз штату Міссурі. Населення — 359 осіб (2020).

## Географія
Вест-Олтон розташований за координатами 38°51′47″ пн. ш. 90°12′14″ зх. д. / 38.86306° пн. ш. 90.20389° зх. д. (38.862927, -90.203943).  За даними Бюро перепису населення США в 2010 році місто мало площу 95,97 км², з яких 74,60 км² — суходіл та 21,36 км² — водойми.

## Демографія
Згідно з переписом 2010 року, у місті мешкали 522 особи в 203 домогосподарствах у складі 144 родин. Густота населення становила 5 осіб/км².  Було 267 помешкань (3/км²).
Расовий склад населення:
| - 98,7 % — білих - 0,6 % — чорних або афроамериканців - 0,4 % — корінних американців |

До двох чи більше рас належало 0,4 %. Частка іспаномовних становила 1,0 % від усіх жителів.
За віковим діапазоном населення розподілялося таким чином: 21,6 % — особи молодші 18 років, 65,2 % — особи у віці 18—64 років, 13,2 % — особи у віці 65 років та старші. Медіана віку мешканця становила 41,3 року. На 100 осіб жіночої статі у місті припадало 110,5 чоловіків;  на 100 жінок у віці від 18 років та старших — 114,1 чоловіків також старших 18 років.
Середній дохід на одне домашнє господарство  становив 57 442 долари США (медіана — 45 750), а середній дохід на одну сім'ю — 57 415 доларів (медіана — 46 964). Медіана доходів становила 46 250 доларів для чоловіків та 25 625 доларів для жінок. За межею бідності перебувало 15,2 % осіб, у тому числі 11,1 % дітей у віці до 18 років та 7,1 % осіб у віці 65 років та старших.
Цивільне працевлаштоване населення становило 192 особи. Основні галузі зайнятості: виробництво — 15,6 %, будівництво — 14,1 %, науковці, спеціалісти, менеджери — 13,5 %, освіта, охорона здоров'я та соціальна допомога — 13,0 %.